# Meridiano 88 W
O meridiano 88 W é um meridiano que, partindo do Polo Norte, atravessa o Oceano Ártico, América do Norte, Golfo do México, América Central, Oceano Pacífico, Oceano Antártico, Antártida e chega ao Polo Sul. Forma um círculo máximo com o Meridiano 92 E.
Começando no Polo Norte, o meridiano 88º Oeste tem os seguintes cruzamentos:
| País, território ou mar | Notas |
| ----------------------- | --- |
| Oceano Ártico           | |
| Canadá                  | Nunavut - Ilha Ellesmere                                                                                        |
| Nansen Sound            | |
| Canadá                  | Nunavut - Ilha Axel Heiberg                                                                                     |
| Baía Norueguesa         | |
| Canadá                  | Nunavut - Ilha Ellesmere                                                                                        |
| Baía Norueguesa         | |
| Canadá                  | Nunavut - Ilha Ellesmere                                                                                        |
| Jones Sound             | |
| Canadá                  | Nunavut - Ilha de Devon                                                                                         |
| Lancaster Sound         | |
| Canadá                  | Nunavut - Ilha de Baffin                                                                                        |
| Golfo de Boothia        | |
| Canadá                  | Nunavut - Península de Simpson                                                                                  |
| Baía Committee          | |
| Canadá                  | Nunavut - Parte continental                                                                                     |
| Baía de Hudson          | |
| Canadá                  | Ontário - Continente e Ilha St. Ignace                                                                          |
| Lago Superior           | |
| Estados Unidos          | Michigan - Península de Keweenaw                                                                                |
| Lago Superior           | Baía Keweenaw                                                                                                   |
| Estados Unidos          | Michigan Wisconsin Illinois Indiana - cerca de 2 km Illinois - cerca de 4 km Indiana Kentucky Tennessee Alabama |
| Baía de Mobile          | |
| Estados Unidos          | Alabama - península de Mobile Point                                                                             |
| Golfo do México         | |
| México                  | Iucatão Quintana Roo                                                                                            |
| Baía de Chetumal        | |
| Belize                  | Ambergris Caye                                                                                                  |
| Mar das Caraíbas        | Passa em várias ilhas do Belize                                                                                 |
| Honduras                | |
| El Salvador             | |
| Oceano Pacífico         | |
| Oceano Antártico        | |
| Antártida               | Território Antártico Chileno, reivindicado pelo Chile                                                           |